# Austin Nichols
Austin Nichols   (Ann Arbor, 24 d'abril de 1980) és un actor estatunidenc.

## Biografia
Tot i néixer a Michigan Nichols va créixer a Austin (Texas), fins que d'adolescent es va mudar a Los Angeles (Califòrnia) on va estudiar a l'institut i va cursar els seus estudis universitaris en art a la University of Southern California.
Les seves aparicions més comercials han estat a la pel·lícula El dia de demà i a la pel·lícula Wimbledon amb Kirsten Dunst. Altres actuacions han estat Glory Road i The Utopian Society. En televisió ha encarnat papers a sèries com CSI o la versió de Miami d'aquesta mateixa sèrie.
Nichols va representar els EUA en els campionats panamericans d'esquí aquàtic de l'any 1997.

## Filmografia
- 1999: Durango Kids com a Sammy
- 2002: Brace Face Brandi com a Matt
- 2003: The Utopian Society com a Justin Mathers
- 2004: El dia de demà (The Day After Tomorrow) com aJ.D.
- 2004: Wimbledon com aJake Hammond
- 2005: Thanks to Gravity com aAlex Ford
- 2006: Glory Road com aJerry Armstrong
- 2006: Lenexa, 1 Mile com aShane Bolin
- 2007: The House of Usher com aRoderick Usher
- 2010: Beautiful Boy
- 2015-2016: The Walking Dead
- 2021: Masquerade